# Харитон Кудински
Харитон Кудински († XVI век) – светитељ Руске православне цркве, оснивач и први игуман сада укинутог манастира Кудин Харитонов  у селу Кудино, Торопечи округ, Тверска област) .
О њему нису сачувани скоро никакви биографски подаци. Харитон Кудински припада броју локално поштованих светаца; од када је поштован је непознато. Харитонове мошти, према Новгородском софијском летопису, почивају  у некадашњој манастирској цркви Благовештења Пресвете Богородице, сада парохијској цркви Кудинског храма на Кудинском језеру, три миље од града Торопеца, Псковска губернија) .
Помиње се 28. септембра (11. октобра) и 10. априла, по јулијанском календару, када је установљено је обележавање Сабора Псковских светитеља, који укључује име монаха Харитона Кудинског .